# Cour Lesage
La cour Lesage est une rue située dans le 20e arrondissement de Paris, en France.

## Situation et accès
Elle dessert un restaurant asiatique dans des locaux qui étaient anciennement un cinéma.[réf. nécessaire]

## Origine du nom

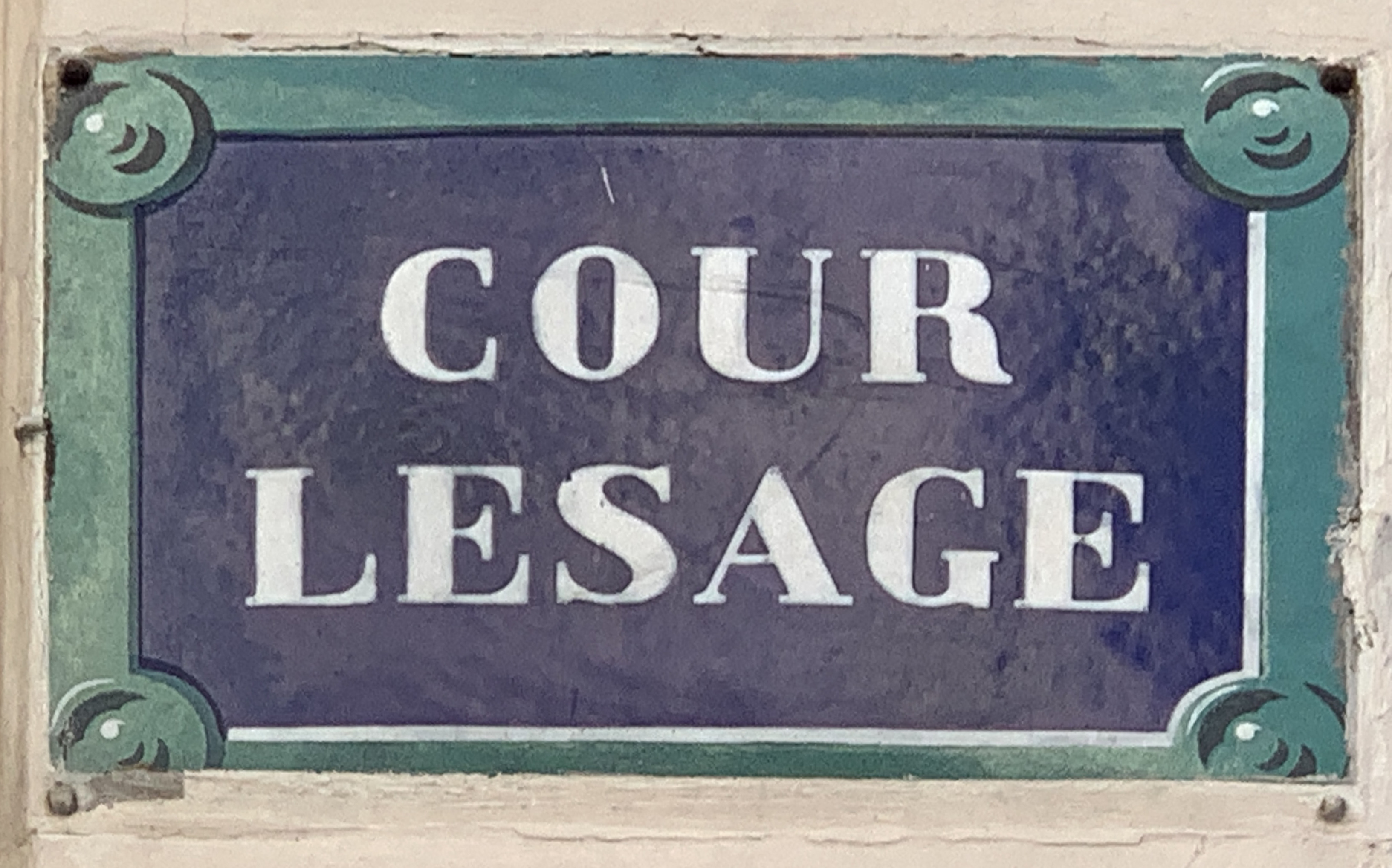
Plaque de la voie.

Elle porte ce nom en raison du voisinage de la rue Lesage.

## Historique
Cette voie privée formée en 1828 s'est appelée « cour du Théâtre » de 1830 à 1877 car elle contournait le théâtre de Belleville.
Par un arrêté du 1er février 1877, elle prend sa dénomination actuelle et est ouverte à la circulation publique par un arrêté du 23 juin 1959.